# 莫斯科大牧首赫莫杰尼斯

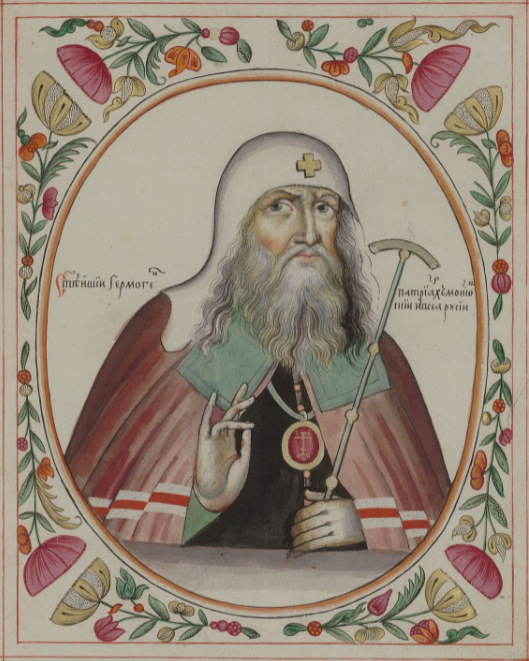
莫斯科大牧首赫莫杰尼斯

莫斯科大牧首赫莫杰尼斯（1530年之前-1612年2月17日）是東正教宗教人物，自1606年起担任莫斯科及全羅斯牧首。
瓦西里四世被废黜、波兰人控制克里姆林宫后，波兰人試圖讓瓦迪斯瓦夫四世·瓦萨世當俄羅斯沙皇，但遭到赫莫杰尼斯的反對，赫莫杰尼斯表示除非他皈依东正教，否則不會支持。 
1610年12月，赫莫杰尼斯向俄罗斯各城镇散发信件，呼吁民众抵抗波兰人。当普罗科皮·彼得罗维奇·利亚普诺夫率领的俄國援軍逼近莫斯科时，他拒绝按照波兰人的要求詛咒俄國援軍，而且反而去诅咒天主教教徒并公开支持普罗科皮·彼得罗维奇·利亚普诺夫。之後赫莫杰尼斯被逮捕并被关入楚鐸夫修道院。在那里他听闻德米特里·米哈伊洛维奇·波扎尔斯基指挥的另一支俄國援軍消息后，為德米特里·米哈伊洛维奇·波扎尔斯基送上祝福。赫莫杰尼斯又遭受毒打并最终被活活饿死。
1913年，俄罗斯正教会將莫斯科大牧首赫莫杰尼斯的地位提升至圣人。